# Kazuhiko Chiba
Kazuhiko Chiba (jap. 千葉 和彦, Chiba Kazuhiko; * 21. Juni 1985 in Kushiro, Landkreis Kushiro, Hokkaidō) ist ein japanischer Fußballspieler.

## Karriere
Er erlernte das Fußballspielen in der Jugendmannschaft des Kushiro Tomihara FC sowie in den Schulmannschaften der Tsu Kyohoku Middle School und der Nissei Gakuen Daini High School. Seinen ersten Vertrag unterschrieb er im Januar 2004 in den Niederlanden beim AGOVV Apeldoorn in Apeldoorn. Über den FC Dordrecht kam er im August 2008 wieder in seine Heimat. Hier schloss er sich Albirex Niigata an. Der Verein aus Niigata spielte in der ersten japanischen Liga, der J1 League. 2012 wechselte er zum Ligakonkurrenten Sanfrecce Hiroshima nach Hiroshima. 2012, 2013 und 2015 feierte er mit Sanfrecce die japanische Meisterschaft. Den Supercup gewann er mit dem Verein 2013, 2014 und 2016. Die Saison 2019 und 2020 stand er beim ebenfalls in der ersten Liga spielenden Nagoya Grampus unter Vertrag. Im Januar 2021 unterschrieb er einen Vertrag bei seinem ehemaligen Verein Albirex Niigata. Am Ende der Saison 2022 feierte er mit Albirex die Meisterschaft und den Aufstieg in die erste Liga.

## Erfolge
Sanfrecce Hiroshima
- J1 League: 2012, 2013, 2015
- Supercup: 2013, 2014, 2016

Albirex Niigata
- Japanischer Zweitligameister: 2022  ▲